# Операция «Золотой феникс»
«Операция „Золотой феникс“» — кинофильм-боевик с элементами восточных единоборств режиссёра Джалала Мерхи с Лореном Аведоном в главной роли, вышедший в 1994 году.

## Сюжет
Опытного мастера кикбоксинга нанимают для опасной работы. Он должен защитить бесценный медальон. Задание представляет смертельную угрозу, потому что за медальоном охотится жестокий злодей в подручных у которого не менее опытный кикбоксер, чем сам герой.